# Boluspor Kulübü
Il Boluspor Kulübü è una società calcistica con sede a Bolu, in Turchia. Milita nella TFF 1. Lig, la seconda serie del campionato turco di calcio.
Ha disputato per 3 volte la massima serie del campionato turco, e per 8 volte la seconda divisione. Il miglior piazzamento ottenuto nel campionato turco di calcio è stato il 3º posto in Türkiye 1.Lig nel 1973-1974, che ha valso la qualificazione alla Coppa UEFA 1974-1975. Ha anche disputato la finale di Coppa di Turchia nel 1981, persa contro l'Ankaragücü.

## Rosa attuale
Aggiornata al 23 settembre 2023
| N. |                         | Ruolo | Calciatore          |
| -- | ----------------------- | ----- | ------------------- |
| 1  | Turchia (bandiera)      | P     | Çağlar Akbaba       |
| 5  | Moldavia (bandiera)     | D     | Veaceslav Posmac    |
| 6  | Turchia (bandiera)      | C     | Oğuz Kağan Güçtekin |
| 7  | Turchia (bandiera)      | C     | Berk Yıldız         |
| 8  | Turchia (bandiera)      | C     | Kubilay Sönmez      |
| 9  | Tunisia (bandiera)      | A     | Adel Bettaieb       |
| 10 | Turchia (bandiera)      | A     | Safa Kınalı         |
| 11 | Senegal (bandiera)      | A     | Idrissa Camara      |
| 12 | Turchia (bandiera)      | P     | Arda Yazıcı         |
| 13 | Guinea (bandiera)       | D     | Naby Oularé         |
| 14 | Turchia (bandiera)      | D     | Onur Ulaş           |
| 16 | Guinea (bandiera)       | C     | Guy-Michel Landel   |
| 17 | Turchia (bandiera)      | D     | Hakan Bilgiç        |
| 21 | RD del Congo (bandiera) | A     | Joel Ngandu Kayamba |
| 23 | Turchia (bandiera)      | D     | Mustafa Şengül      |

| N. |                           | Ruolo | Calciatore             |
| -- | ------------------------- | ----- | ---------------------- |
| 25 | Turchia (bandiera)        | P     | Bartu Kulbilge         |
| 26 | Rep. del Congo (bandiera) | A     | Bevic Moussiti-Oko     |
| 33 | Turchia (bandiera)        | A     | Furkan Demir           |
| 35 | Turchia (bandiera)        | D     | Batuhan İşçiler        |
| 42 | Germania (bandiera)       | C     | Şeref Özcan            |
| 45 | Turchia (bandiera)        | D     | Kerem Paykoç           |
| 47 | Turchia (bandiera)        | A     | Tolunay Artuç          |
| 55 | Turchia (bandiera)        | D     | Ercan Coşkun           |
| 75 | Costa d'Avorio (bandiera) | C     | Abdoulaye Diarrassouba |
| 77 | Turchia (bandiera)        | C     | Arda Köksal            |
| 99 | Turchia (bandiera)        | P     | İsmail Çipe            |
|    | Turchia (bandiera)        | D     | Erdem Reis             |
|    | Turchia (bandiera)        | C     | Bahoz Taş              |
|    | Turchia (bandiera)        | C     | Harun Yerlikaya        |
|    | Senegal (bandiera)        | A     | Khouma El Babacar      |

## Rosa 2020-2021
| N. |                        | Ruolo | Calciatore         |
| -- | ---------------------- | ----- | ------------------ |
| 1  | Turchia (bandiera)     | P     | Yavuz Aygün        |
| 2  | Turchia (bandiera)     | D     | Kerim Alıcı        |
| 3  | Brasile (bandiera)     | D     | Felipe             |
| 4  | Turchia (bandiera)     | D     | Fethi Özer         |
| 5  | Turchia (bandiera)     | C     | Tugay Kacar        |
| 6  | Turchia (bandiera)     | C     | Burak Asan         |
| 7  | Turchia (bandiera)     | C     | Melih Okutan       |
| 8  | Turchia (bandiera)     | C     | Bekir Yılmaz       |
| 9  | Paesi Bassi (bandiera) | A     | Rydell Poepon      |
| 10 | Turchia (bandiera)     | C     | Gökhan Sazdağı     |
| 11 | Turchia (bandiera)     | C     | Hamza Gür          |
| 13 | Turchia (bandiera)     | D     | Oğuzhan Berber     |
| 14 | Brasile (bandiera)     | C     | Marlinho           |
| 17 | Serbia (bandiera)      | C     | Nemanja Mihajlović |
| 18 | Turchia (bandiera)     | A     | Muhammet Arslantaş |
| 21 | Azerbaigian (bandiera) | C     | Araz Abdullayev    |

| N. |                                 | Ruolo | Calciatore         |
| -- | ------------------------------- | ----- | ------------------ |
| 22 | Turchia (bandiera)              | D     | Raşit Yöndem       |
| 23 | Turchia (bandiera)              | C     | Muhammed Gümüşkaya |
| 25 | Panama (bandiera)               | P     | Orlando Mosquera   |
| 29 | Turchia (bandiera)              | P     | Ömer Alıcı         |
| 33 | Turchia (bandiera)              | C     | Muhammed Bayır     |
| 35 | Turchia (bandiera)              | C     | Alican Özfesli     |
| 48 | Turchia (bandiera)              | A     | Mertan Öztürk      |
| 50 | Turchia (bandiera)              | D     | Ali Keten          |
| 61 | Turchia (bandiera)              | D     | Aykut Demir        |
| 77 | Turchia (bandiera)              | P     | Deniz Kök          |
| 86 | Turchia (bandiera)              | D     | Burak Bekaroğlu    |
| 89 | Turchia (bandiera)              | D     | Fatih Özkan        |
| 90 | Belgio (bandiera)               | C     | Ange Belibi        |
|    | Turchia (bandiera)              | D     | Emre Öztürk        |
|    | Bosnia ed Erzegovina (bandiera) | C     | Haris Hajdarević   |

## Rosa 2015-2016
| N. |                    | Ruolo | Calciatore         |
| -- | ------------------ | ----- | ------------------ |
| 1  | Turchia (bandiera) | P     | Soner Sahin        |
| 3  | Turchia (bandiera) | D     | Emrecan Afacanoglu |
| 4  | Turchia (bandiera) | D     | Orhan Ak           |
| 6  | Turchia (bandiera) | C     | Onur Bektaş        |
| 11 | Turchia (bandiera) | C     | Caner Ağca         |
| 16 | Turchia (bandiera) | P     | Eser Altın         |
| 17 | Turchia (bandiera) | A     | Emre Kılınç        |
| 20 | Turchia (bandiera) | C     | Fatih Gül          |
| 21 | Turchia (bandiera) | A     | Vedat Budak        |
| 23 | Turchia (bandiera) | D     | Cemil Vatansever   |
| 27 | Senegal (bandiera) | C     | Emmanuel Gomis     |
| 29 | Turchia (bandiera) | A     | Oltan Karakullukçu |
| 32 | Senegal (bandiera) | A     | Omar Wade          |
| 34 | Turchia (bandiera) | C     | Emre Toraman       |

| N. |                     | Ruolo | Calciatore          |
| -- | ------------------- | ----- | ------------------- |
| 43 | Turchia (bandiera)  | D     | Veli Kızılkaya      |
| 50 | Turchia (bandiera)  | A     | Veysel Cihan        |
| 61 | Turchia (bandiera)  | C     | Muhammet Türkeri    |
| 66 | Turchia (bandiera)  | D     | Gençer Cansev       |
| 77 | Turchia (bandiera)  | C     | Alp Ergin           |
| 79 | Turchia (bandiera)  | C     | Savaş Yılmaz        |
| 86 | Turchia (bandiera)  | C     | Yilmaz Altuntas     |
| 90 | Turchia (bandiera)  | A     | Sinan Kurumuş       |
|    | Bulgaria (bandiera) | C     | Nikolay Dimitrov    |
|    | Turchia (bandiera)  | A     | Aydın Çetin         |
|    | Nigeria (bandiera)  | A     | Akeem Agbetu        |
|    | Nigeria (bandiera)  | A     | KIngsley Nwankwo    |
|    | Svizzera (bandiera) | A     | Aleksandar Prijović |

## Palmarès

### Competizioni nazionali
- Coppa del Primo ministro: 2

1969-1970, 1980-1981
- TFF 2. Lig: 1

2006-2007
- TFF 3. Lig: 2

1996-1997, 2004-2005

### Altri piazzamenti
- Campionato turco:

Terzo posto: 1973-1974
- Coppa di Turchia:

Finalista: 1980-1981
Semifinalista: 1974-1975
- TFF 1. Lig:

Terzo posto: 2017-2018

### Statistiche nelle competizioni UEFA
Tabella aggiornata alla fine della stagione 2018-2019.
| Competizione                  | Partecipazioni | G | V | N | P | RF | RS |
| ----------------------------- | -------------- | - | - | - | - | -- | -- |
| Coppa UEFA/UEFA Europa League | 1              | 2 | 0 | 0 | 2 | 1  | 4  |